# Now I Know
Now I Know ist ein Song von Harold Arlen (Musik) und Ted Koehler (Text), der 1944 veröffentlicht wurde.
Arlen und Koehler schrieben „Now I Know“ für den Film Up in Arms (1944, Regie: Elliott Nugent), mit Danny Kaye und Dinah Shore in den Hauptrollen. Dinah Shore stellt den Song in dem Film vor. Das Lied erhielt 1945 eine Oscar-Nominierung in der Kategorie Bester Song.
In dem Lied äußert die Sängerin, sie sei bislang verwirrt gewesen und „die Lebensauffassung nicht klar“, doch „auf einmal scheint sich der Nebel zu lichten“ und sie wisse nun, in welche Richtung sie gehen muss.
Dinah Shore veröffentlichte den Song bei Victor Records (20-1562), gekoppelt mit I Couldn’t Sleep a Wink Last Night. Bereits 1944 entstanden zahlreiche Coverversionen des Lieds im Bereich des Swing, u. a. von Harry James, Cootie Williams (mit der Vokalistin Pearl Bailey), Glenn Miller, Charlie Spivak, Lionel Hampton, Duke Ellington und Ray McKinley. Später wurde Now I Know auch von Frank D’Rone und Rusty Dedrick (LP: Harold Arlen in Hollywood, 1969) aufgenommen.